# Dreata yokoana
Dreata yokoana är en fjärilsart som beskrevs av Bethune-Baker 1927. Dreata yokoana ingår i släktet Dreata och familjen Eupterotidae. Inga underarter finns listade i Catalogue of Life.